# Liste der Monuments historiques in Droupt-Sainte-Marie
Die Liste der Monuments historiques in Droupt-Sainte-Marie führt die Monuments historiques in der französischen Gemeinde Droupt-Sainte-Marie auf.

## Liste der Immobilien
| Bezeichnung                  | Beschreibung           | Standort                 | Kennzeichnung | Schutzstatus | Datum | Bild           |
| ---------------------------- | ---------------------- | ------------------------ | ------------- | ------------ | ----- | -------------- |
| Kirche Nativité-de-la-Vierge | ab dem 12. Jahrhundert | Route de Beaulieu (Lage) | PA00078103    | Classé       | 1937  | weitere Bilder |

## Liste der Objekte
| Bezeichnung                   | Beschreibung                                                | Standort                                   | Kennzeichnung | Schutzstatus | Datum | Bild |
| ----------------------------- | ----------------------------------------------------------- | ------------------------------------------ | ------------- | ------------ | ----- | ---- |
| Skulptur Madonna mit Kind (1) | Kalkstein, farbig gefasst, weiß übertüncht, 16. Jahrhundert | in der Kirche Nativité-de-la-Vierge (Lage) | PM10000737    | Classé       | 1896  |      |
| Skulptur Madonna mit Kind (2) | Kalkstein, farbig gefasst, übertüncht, 14. Jahrhundert      | in der Kirche Nativité-de-la-Vierge (Lage) | PM10000738    | Classé       | 1911  |      |